# 天主教金貝教區
天主教金貝教區（拉丁語：Dioecesis Kimbensis）是巴布亞紐幾內亞一個羅馬天主教教區，屬拉包爾總教區。
教區成立於2003年6月12日，位於西新不列顛省。2006年有教友101,480人（佔轄區總人口55.1%）、十九個堂區、廿五名司鐸。
現任教區主教為若望·鮑思高·奧拉姆，榮休主教為威廉·里吉斯·費依。